# お役所言葉
お役所言葉（おやくしょことば）とは、日本の行政機関で用いられる公文書、法律、条例などに特有の表現スタイルで書かれた文章を批判的な意味で捉えたものである。下記の指摘のみならず、井上ひさしや三島由紀夫などの文学者からも、立場を超えて批判されている。

## 概要
夢野久作によると、古くは勝海舟が明治政府の言葉の使い方を見て皮肉を言ったという。

故勝海舟翁はこんな意味のことを云ったことがある。

「昔、江戸市中のお布告だの掟書なぞいうものは、みんな人民にわかり易い文句ばかりで書いてあった。それが御維新後になると、急に八釜ましい漢語になってしまったが、これは人民に政治をわからないものと考えさせて、お上のなさることに口出しさせないために持って来いの妙案かも知れぬ」

と。この言葉を味わって見ると、云うに云われぬ皮肉な意味が出て来て、思わず膝を打つようなところがある。

誰でも自分のわるいことを弁解をして塗りかくすためには、鹿爪らしい漢語を使うものである。勿体らしく構えて、腹の底を見すかされまいとする時も同様で、こんな場合に漢語位便利なものはない。
明治維新後、新政府の権威を見せるために、又は人民を煙に捲いてドンドン改革をして行くためには、法令でも、布告でも、何でも、漢語と片仮名で塗りかためて人民の前につき立てて、内幕をのぞかれないようにする必要があった。官僚や藩閥は漢語の蔭にかくれて、あれだけのわるいことをした。
1983年、朝日新聞社は『'80年代世相語ガイド』（榊原昭二）を出版し、その中で「見直し」「検討」「抑制」を『お役所不明確用語』（別名『官庁文学』）とした。
1996年、カナダ人著作家のイアン・アーシー（以下「アーシー」という）は自著『政・官・財（おえらがた）の日本語塾』（1996年 中央公論社刊、以下「本書」）の中で「整備文」という言葉を提唱した。「整備」をはじめとする限られた漢語や、一般にはあまり熟していない外来語や難読語・専門用語などを多用するため、堅苦しく抽象的でまわりくどい。そのため、一般庶民は読む気を失うことが多く、国民の政治的無関心を目的として使用されているのではないかとアーシーは疑っている。また、一般市民から揚げ足を取られたくないという自治体職員の自衛本能、そして公文書は堅い文書であるべきだという意識から生まれたものだという指摘もある。
アーシーが「整備文」の概念に到達したのは、本書によれば「何々候」というかたちで「候（そうろう）」を繰り返す「候文」（江戸時代に多用された）からの類推であるとされる。
このような批判が多いため、一部の自治体では改善の動きがみられるようになった。

## お役所言葉の特徴
- あらゆる行為を「整備」と表現する（例：道路を建設・修繕する=道路整備、パソコンを購入する=パソコンの整備、事業を推進する=事業整備）。
- 調査する、考えるなどの行為を指して「検討する」を愛用する。「配慮する」「考慮する」などと同様に否定動詞的に用いられ、検討もしくは考慮するだけで、何も実行しないことを意味することもある（○○の導入を検討する=文字通り「検討するだけ」で、まず実行されない）。担当者レベルで要望は承るが、認められないことが公表されている事柄であったり、事務方針の都合などで認められない事柄である（本当は門前払い相当の要望だが、即座に断ると相手の気分を害するためワンクッション置く意味合いで言うだけ）、などとと言ったニュアンスを含むことも多い。
- あらゆる建造物・場所などを「施設」と表現する。
- 「○○性」「○○化」といった、言葉の抽象性を高める接尾語を愛用する（例：活性化、充実化、低廉性）。
- 条文の接続助詞には「や」「と」などの代わりに「又は」「及び」「並びに」などを用いて音節を増やすことがある。
- 「○○が」「○○に」「○○で」といった格助詞の代わりに「○○については」「○○を中心として」という表現を使うこともある。
- 「ノーマライゼーション」「アカウンタビリティ」など、多音節であまり使われないカタカナ語を多用する。また、トレンドのカタカナ語を多用する。
- 列挙・例示の際には、必ず「等」（など・とう）をつけ、例示したもの以外のものを幅広く対象に含めることができるように配慮する。
- その他、職場内における独特な単語の使用（例えば、オフィスにおける「座席表」の同義語として「配席図」という言葉を用いるなど。）。
- HG創英角ポップ体を多用する[7]。